# Valleseco
Valleseco – gmina w Hiszpanii, w prowincji Las Palmas, we wspólnocie autonomicznej Wysp Kanaryjskich, o powierzchni 22,11 km². W 2011 roku gmina liczyła 3903 mieszkańców.